# Ernst Harrich
Ernst Karl Leopold Harrich (* 17. Februar 1886 in Berlin; † 22. Februar 1941 ebenda) war ein deutscher Gartenarchitekt und Gartendirektor des Berliner Bezirks Treptow.

## Leben und Wirken
1905 bis 1907 absolvierte Harrich eine Lehre als Gärtner in der Gärtnerei des Schlosses Sanssouci in Potsdam. 1907 bis 1909 besuchte er die Königliche Gartenlehranstalt in Dahlem. Danach war er bei der Städtischen Parkverwaltung Berlin angestellt, zunächst im Revier 1 (Humboldthain), wo er für die technischen Arbeiten bei der Neuanlage des Schillerparks verantwortlich war. Im Jahr 1913 wurde er ins Revier 4 (Viktoriapark) versetzt. Dort leitete er die Erweiterung der Anlage auf dem Kreuzberg.
Während des Ersten Weltkriegs übernahm Harrich vertretungsweise das Revier 5 in Treptow. Er wurde nach der Bildung Groß-Berlins im Jahr 1920 Bezirksgartendirektor von Treptow und war damit für die Erhaltung und Erweiterung der bestehenden Parkanlagen in dem mit 300 ha größten Revier Berlins verantwortlich.
Harrichs wichtigste Arbeit war die Anlage des Wald- und Volksparks Wuhlheide. Er schuf darüber hinaus Grünanlagen in Adlershof und Johannisthal und wirkte entscheidend an der Erweiterung des alten Friedhofs am Krematorium Baumschulenweg mit. In der Baumschule des Bezirks Treptow im Plänterwald legte er ab 1919 eine Versuchsheckenanlage an, in der im Laufe der Zeit etwa 70 verschiedene Gehölze einer Eignungsprüfung für ihre Verwendung in Parkanlagen unterzogen wurden.
Im Jahr 1924 wurden in Berlin Bezirksgartenämter gegründet. Harrich leitete das Treptower Amt bis 1936. Die Verwaltung hatte ihren Sitz in der Treptower Chaussee 52 (seit 1949 Puschkinallee), wo Harrich laut Berliner Adressbuch bis 1941 auch seine Wohnung hatte. Von 1936 bis zu seinem Tod 1941 war er in Treptow zuständiger Dezernent für das Gartenamt, in gärtnerischen Fragen auch für das Friedhofsamt.
Zu seinem 25. Dienstjubiläum wurde er in der Zeitschrift Die Gartenkunst des Vereins Deutscher Gartenkünstler wie folgt gewürdigt:
„Schon in der Erhaltung der historischen Anlagen, des Treptower Parks und des Plänterwaldes, tritt uns der Fachmann entgegen, der mit vollem Verständnis für die künstlerischen Ideen Meyers und Mächtigs das Gewordene sinngemäß pflegt, erneuert und verwaltet. Die eigenen Schöpfungen, seien es Schmuckanlagen, Spielplätze, Friedhofserweiterungen oder der Volks- und Waldpark Wuhlheide, zeigen eine Selbstverständlichkeit in Aufbau und Gliederung, dass sie Beweis eines gereiften gartenkünstlerischen Gestaltungswillens bilden. Liebevolle Durcharbeitung der Bepflanzung, sorgfältige Bearbeitung der technischen Sondereinrichtungen und geschicktes Einfügen in die Umgebung geben jeder Anlage einen harmonischen Klang.“
Ernst Harrich starb 1941 im Alter von 55 Jahren im Bethanien-Krankenhaus in Berlin an einer Herzinnenhaut-Entzündung. Sein Grab befindet sich auf dem Luisenstädtischen Friedhof in Berlin-Kreuzberg (Feld 26).